# Hydrophilus aterrimus
Hydrophilus aterrimus es una especie de escarabajo acuático del género Hydrophilus, familia Hydrophilidae. Fue descrita científicamente por Eschscholtz en 1822.
Se distribuye por Europa. Habita en Suecia, Finlandia, Rusia, Estonia, Alemania, Dinamarca, Ucrania, Austria, Polonia, Francia, Hungría, Bielorrusia, Lituania, Letonia, Países Bajos, Armenia, España, India, Rumania, Bélgica, Eslovenia, Eslovaquia, Italia, Bulgaria, Checa, Georgia, Turquía, Irán y Turkmenistán.
Mide 38 milímetros de longitud.